# Bogdan Muzgoci
Bogdan Muzgoci modereaza astazi emisiunea Dupa Stiri, la TVR Info. 
Bogdan Muzgoci (n. 2 februarie 1989, Nehoiu, România) este un jurnalist român, actualmente angajat al TVR. Bogdan Muzgoci este din 2011 unul dintre cei mai cunoscuți reporteri din România și a lucrat pentru TVR, Money TV, Neptun TV,  B1 TV, Digi 24 și Realitatea TV. Din 2015 a intrat în echipa Realitatea TV. A fost reporter, apoi prezentator de știri și ulterior moderator de talk-show-uri pe subiecte sociale, economice și politice.

## Biografie
Bogdan Constantin Muzgoci s-a născut pe 2 februarie 1989 în orașul Nehoiu, județul Buzău. În 2011 a absolvit cursurile Facultății de Jurnalism și Științele Comunicării din cadrul Universității din București, 

## Realitatea TV și Realitatea Plus
In Realitatea TV a fost reporter pe domeniile eveniment și social-economic apoi, din 2016 a devenit reporter special. În mai 2016 a descoperit cazul Anei Maria Nedelcu, românca acuzată de răpirea propriului copil si care putea fi extrădată în Canada, unde risca 10 ani de inchisoare în urma deciziei Curtii de Apel, care a admis solicitarile autorităților judiciare canadiene. Cazul a făcut turul televiziunilor românești timp de câteva luni, până când justiția din România a cedat în fața presiunilor mediatice și i-a dat dreptate mamei. Tot în 2016, a făcut publică înregistrarea convorbirii dintre operatorul 112 și martorul accidentului în care și-a pierdut viața omul de afaceri Dan Condrea (patronul Hexipharma- firma care a generat scandalul dezinfectanților diluați din spitale).  
În 2019 s-a remarcat ca unul dintre cei mai vocali și mai activi jurnaliști care au urmărit ancheta uciderii Alexandrei Mihaela Măceșanu (n. 15 septembrie 2003) și a Mihaelei Luiza Melencu  de către Gheorghe Dincă, la Caracal. Muzgoci a descoperit unele dintre cele mai importante probe video din ancheta DIICOT, unele dintre ele înaintea anchetatorilor. Imaginile făcute publice de Realitatea TV au arătat erorile anchetei și l-au făcut pe procurorul șef al DIICOT, Felix Bănilă să felicite jurnaliștii pentru pricerea în anchetă și ulterior să și demisioneze.

## Prezentator și realizator TV
Dupa plecarea lui Rares Bogdan, Muzgoci a continuat sa prezinte emisiunea Jocuri de Putere.  